# Le Guerno

Le Guerno este o comună în departamentul Morbihan, Franța. În 1 ianuarie 2022 avea o populație de 975 de locuitori.